# Bianca Censori
Bianca Censori West (Melbourne, 5 de janeiro de 1995) é uma arquiteta e modelo australiana. Ficou conhecida por ter se casado com Kanye West em dezembro de 2022, numa cerimônia privada, de caráter não oficial.

## Infância e educação
Bianca Censori nasceu em Melbourne e é uma das três filhas de Alexandra e Elia (Leo) Censori. Seus avós paternos eram naturais de Giulianova, Abruzo, no sul da  Itália, de onde emigraram para a Austrália com seus cinco filhos — Edmondo, Eliseo, Elia, Elena e Eris — em 1960.
Censori frequentou a Carey Baptist Grammar School de Melbourne. Após terminar o ensino médio, criou a marca Nylons Jewelry. Tem bacharelado (2017) e mestrado (2020) em arquitetura pela Universidade de Melbourne. Enquanto estudante de arquitetura, trabalhou na DP Toscano Architects, com sede em Collingwood, Victoria. 

## Trabalho e relacionamento com Kanye West e Yeezy
Censori é atualmente responsável de arquitetura da Yeezy, a empresa de vestuário pertencente a Kanye West.
Em 7 de dezembro de 2022, West lançou, no Instagram Stories, a canção "Censori Overload", inspirada em Bianca Censori. Foi relatado que Censori se casara secretamente com West, em dezembro de 2022, embora o casal não disponha de uma certidão de casamento.
Em setembro de 2023, a polícia de Veneza estaria investigando West e Censori por "atos contrários à decência pública", depois que o casal postou fotos deles mesmos, em um táxi aquático, com as calças de West abaixadas, as nádegas expostas, e a cabeça de Censori em seu colo.
No aniversário de 29 anos de Censori, em 5 de janeiro de 2024, Kanye West postou várias fotos inéditas de Censori no Instagram junto com a legenda: "Feliz aniversário para a mais linda, super má, musa icônica, inspiradora, artista talentosa, mestre em arquitetura, 140 QI, amorosa, ao meu lado todos os dias, quando metade do mundo virou as costas para mim e para a madrasta mais incrível de nossos filhos, eu te amo muito, obrigado por compartilhar sua vida comigo." No mesmo dia, ele também postou uma foto de Censori, vestindo um moletom do Vultures e botas brancas peludas, com a legenda: "Sinto sua falta quando acordo antes de você." West teria registrado a frase em 11 de janeiro, pretendendo usá-la como slogan no lançamento de vários produtos e serviços, incluindo hidratantes, "clonagem biológica" e brinquedos de pelúcia.
Em janeiro de 2024, West escreveu, em sua conta no Instagram, que ela estaria "sem calças" em 2024 e, em fevereiro de 2024, houve preocupações expressas quando ela foi fotografada nua, em público, usando apenas uma capa de chuva transparente. No início de abril de 2024, ela fez uma aparição semelhante, num restaurante de Los Angeles, onde fora jantar com o marido.
No final de abril de 2024, Kanye West anunciou que estava lançando um negócio de filmes adultos chamado "Yeezy Porn", e sua esposa Bianca enviou a um funcionário um link de compartilhamento de arquivos contendo atividade sexual explícita. Durante o desenvolvimento do YZY APP da Yeezy, esse material era acessível a menores que trabalhavam no aplicativo, expondo-os a conteúdos inadequados durante o desenvolvimento do projeto. O jornalista Milo Yiannopoulos afirmou, em entrevista ao TMZ, que "ele foi autorizado por Bianca a enfatizar que as acusações contra ela são ofensivas, nojentas, abomináveis e totalmente falsas".
Censori apareceu na capa do álbum Vultures 1 (2024), álbum de estreia de ¥$, dupla formada por Kanye West e o cantor Ty Dolla Sign.